# Mniejszości narodowe i etniczne w Polsce
Mniejszości narodowe i etniczne w Polsce – grupy społeczne zamieszkujące Polskę identyfikujące się z innym narodem niż polski. Mniejszości narodowe i etniczne stanowią w Polsce kilka procent ludności kraju. Polska należy do tych państw europejskich, które mają ich najniższy odsetek.
Według ustawy z dnia 6 stycznia 2005 r. o mniejszościach narodowych i etnicznych oraz o języku regionalnym mniejszości te są wyodrębniane na podstawie łącznie sześciu kryteriów, w szczególności mniejszej niż pozostała ludność, liczebności i zamieszkiwania obecnego terytorium RP przez przodków jej członków od co najmniej 100 lat. Definicja ta podaje też jedno kryterium odróżniające mniejszość etniczną od narodowej – pierwsza oznacza grupę, która nie utożsamia się z innym narodem (współcześnie) zorganizowanym we własnym państwie.

## Mniejszości narodowe i etniczne w Polsce według ustawy
Art. 2 ust. 2 ustawy wskazuje, które z mniejszości uważa się za mniejszości narodowe w rozumieniu tej ustawy. Ustawa wymienia w tym zakresie (w kolejności alfabetycznej) mniejszości: białoruską, czeską, litewską, niemiecką, ormiańską, rosyjską, słowacką, ukraińską i żydowską. W art. 2 ust. 4 ustawy wymienia się mniejszości, uznane za mniejszości etniczne w rozumieniu ustawy: karaimską, łemkowską, romską i tatarską. Ponadto art. 19 ust. 2 definiuje język kaszubski jako język regionalny.

## Liczebność poszczególnych grup etnicznych w Polsce według wyników spisów powszechnych

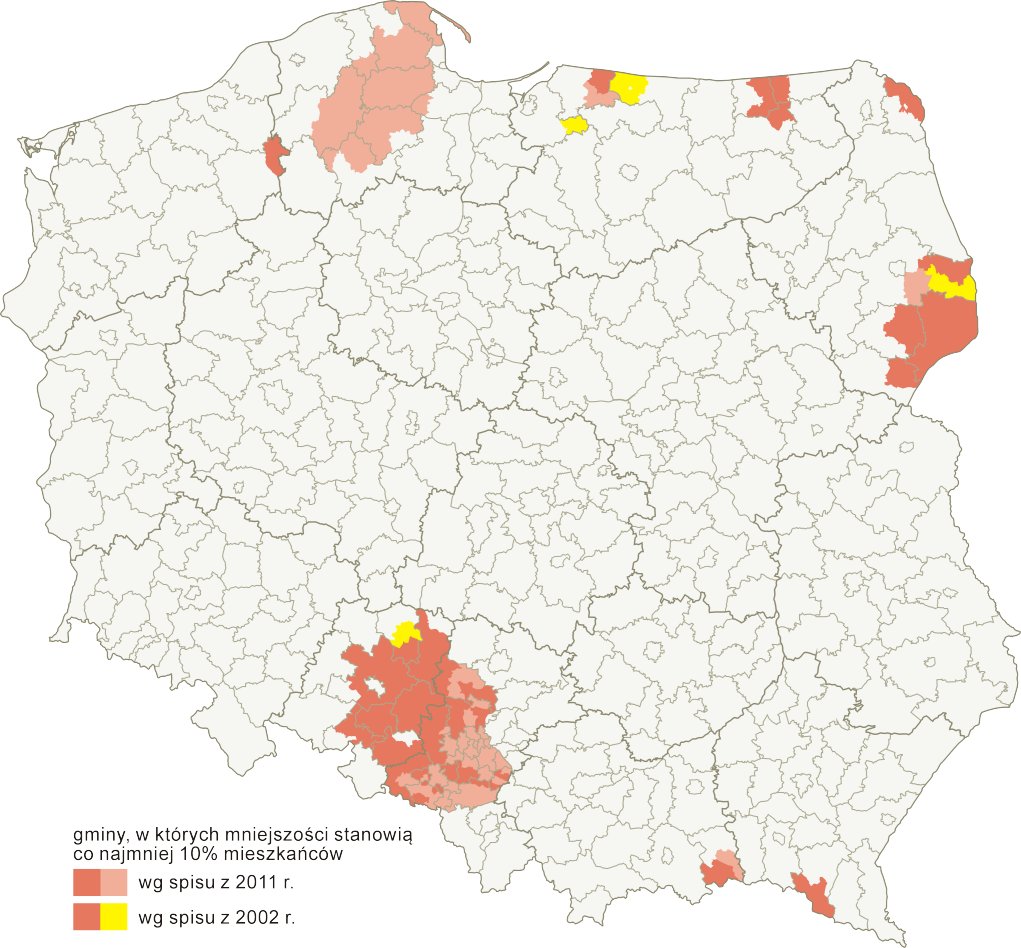
Gminy w Polsce, w których co najmniej 10% mieszkańców zadeklarowało narodowość niepolską (porównanie danych ze spisu powszechnego z 2011 roku i z 2002 roku)

Narodowość w czasie spisów w Polsce badana była pięciokrotnie: w 1921, 1931 (narodowość była ustalana pośrednio na podstawie wyznania oraz języka ojczystego), 1946 (spis sumaryczny), 2002 i 2011.

### Narodowy Spis Powszechny 2002
W Narodowym Spisie Powszechnym z 2002 roku ponad 96% ankietowanych zadeklarowało narodowość polską, 1,23% (471,5 tys. osób) – przynależność do innej narodowości, natomiast 2,03% ludności (774,9 tys. osób) nie określiło swej narodowości. Jednakże pojawiały się zarzuty zaniżania liczby osób deklarujących inną narodowość niż polska. Spis w 2002 roku był przeprowadzony w sytuacji, gdy nie istniało jeszcze ustawowe uregulowanie definiujące mniejszość narodową lub etniczną.
Poniższa tabela podaje dla mniejszości liczących więcej niż 1000 osób dane spisu z 2002, w tym na podstawie danych szczegółowych wyliczone na potrzeby Wikipedii wielkości dominującego – powyżej 10% – rozmieszczenia procentowego. Dane dotyczą ogółu osób mieszkających w 2002 roku w Polsce, a nie tylko osób posiadających polskie obywatelstwo – do mniejszości, zgodnie z ustawą, należą osoby posiadające polskie obywatelstwo, a nie należą obcokrajowcy mieszkający w Polsce. Mniejszości uznane w Polsce (wymienione w ustawie) zostały wytłuszczone.
| Nk. | Grupa        | Liczba osób | Zamieszkiwane województwa (2002)                                        | Patrz też             |
| --- | ------------ | ----------- | ----------------------------------------------------------------------- | --------------------- |
| 1   | Ślązacy      | 173 153     | śląskie (86%), opolskie (14%)                                           | Ślązacy               |
| 2   | Niemcy       | 152 897     | opolskie (70%), śląskie (21%)                                           | Niemcy w Polsce       |
| 3   | Białorusini  | 48 737      | podlaskie (95%)                                                         | Białorusini w Polsce  |
| 4   | Ukraińcy     | 30 957      | warmińsko-mazurskie (39%), zachodniopomorskie (13%), podkarpackie (11%) | Ukraińcy w Polsce     |
| 5   | Romowie      | 12 855      | małopolskie (13%), dolnośląskie (10%), mazowieckie (10%)                | Romowie w Polsce      |
| 6   | Rosjanie     | 6103        | mazowieckie (22%), dolnośląskie (11%), podlaskie (11%)                  | Rosjanie w Polsce     |
| 7   | Łemkowie     | 5863        | dolnośląskie (53%), małopolskie (27%), lubuskie (13%),                  |                       |
| 8   | Litwini      | 5846        | podlaskie (88%)                                                         | Litwini w Polsce      |
| 9   | Kaszubi      | 5062        | pomorskie (98%)                                                         |                       |
| 10  | Słowacy      | 2001        | małopolskie (81%)                                                       | Słowacy w Polsce      |
| 11  | Wietnamczycy | 1808        | mazowieckie (60%)                                                       | Wietnamczycy w Polsce |
| 12  | Francuzi     | 1633        | mazowieckie (30%), śląskie (12%), dolnośląskie (12%)                    | Francuzi w Polsce     |
| 13  | Amerykanie   | 1541        | mazowieckie (24%), małopolskie (16%)                                    | Amerykanie w Polsce   |
| 14  | Grecy        | 1404        | dolnośląskie (38%), zachodniopomorskie (12%)                            | Grecy w Polsce        |
| 15  | Włosi        | 1367        | mazowieckie (23%), małopolskie (10%)                                    | Włosi w Polsce        |
| 16  | Żydzi        | 1133        | mazowieckie (38%), dolnośląskie (18%), opolskie (1%)                    | Żydzi w Polsce        |
| 17  | Bułgarzy     | 1112        | mazowieckie (35%), śląskie (10%), opolskie (1%)                         | Bułgarzy w Polsce     |
| 18  | Ormianie     | 1082        | mazowieckie (24%)                                                       | Ormianie w Polsce     |

### Narodowy Spis Powszechny 2011
W Narodowym Spisie Powszechnym z 2011 roku narodowość polską zadeklarowało 97,09% ankietowanych (wliczając osoby deklarujące również drugą narodowość). 871,5 tys. osób (2,26%) zadeklarowało dwie narodowości – polską i niepolską, w tym 788 tys. (2,05%) polską jako pierwszą, a 83 tys. (0,22%) polską jako drugą. 596 tys. osób (1,55%) zadeklarowało wyłącznie niepolską narodowość, z czego 46 tys. osób (0,12%) zadeklarowało dwie niepolskie narodowości.
Poniższa tabela podaje dla mniejszości liczących więcej niż 1000 osób dane spisu z 2011 (zarówno osoby deklarujące tylko niepolską narodowość, jak i osoby deklarujące łącznie narodowość polską i niepolską). Dane dotyczą ogółu osób mieszkających w Polsce, a nie tylko osób posiadających polskie obywatelstwo – do mniejszości, zgodnie z ustawą, należą osoby posiadające polskie obywatelstwo, a nie należą obcokrajowcy mieszkający w Polsce. Mniejszości uznane w Polsce (wymienione w ustawie) zostały wytłuszczone.
| Nk. | Grupa          | Liczba osób | Liczba osób                                | Liczba osób               | Liczba osób              | Liczba osób                 |
| Nk. | Grupa          | Ogółem      | Jako pierwsza identyfikacja (w tym jedyna) | Jako jedyna identyfikacja | Jako druga identyfikacja | Wraz z identyfikacją polską |
| --- | -------------- | ----------- | ------------------------------------------ | ------------------------- | ------------------------ | --------------------------- |
| 1   | Ślązacy        | 846719      | 435750                                     | 375635                    | 410969                   | 430798                      |
| 2   | Kaszubi        | 232547      | 17746                                      | 16377                     | 214801                   | 215784                      |
| 3   | Niemcy         | 147814      | 74464                                      | 44549                     | 73350                    | 63847                       |
| 4   | Ukraińcy       | 51001       | 38387                                      | 27630                     | 12613                    | 20797                       |
| 5   | Białorusini    | 46787       | 36399                                      | 30195                     | 10388                    | 15562                       |
| 6   | Romowie        | 17049       | 12560                                      | 9899                      | 4489                     | 7036                        |
| 7   | Rosjanie       | 13046       | 8203                                       | 5176                      | 4842                     | 7119                        |
| 8   | Amerykanie     | 11838       | 1239                                       | 813                       | 10600                    | 10811                       |
| 9   | Łemkowie       | 10531       | 7086                                       | 5612                      | 3445                     | 3621                        |
| 10  | Anglicy        | 10495       | 1560                                       | 1193                      | 8935                     | 9132                        |
| 11  | Włosi          | 8641        | 1690                                       | 912                       | 6951                     | 7548                        |
| 12  | Francuzi       | 7999        | 1506                                       | 1094                      | 6439                     | 6754                        |
| 13  | Litwini        | 7863        | 5599                                       | 4830                      | 2264                     | 2961                        |
| 14  | Żydzi          | 7508        | 2488                                       | 1636                      | 5020                     | 5355                        |
| 15  | Wietnamczycy   | 4027        | 3585                                       | 2910                      | 442                      | 1095                        |
| 16  | Hiszpanie      | 3967        | 496                                        | 403                       | 3472                     | 3432                        |
| 17  | Holendrzy      | 3927        | 860                                        | 520                       | 3067                     | 3326                        |
| 18  | Ormianie       | 3623        | 2971                                       | 2031                      | 652                      | 1524                        |
| 19  | Grecy          | 3600        | 1083                                       | 657                       | 2517                     | 2858                        |
| 20  | Czesi          | 3447        | 1307                                       | 969                       | 2139                     | 2176                        |
| 21  | Słowacy        | 3240        | 2294                                       | 1889                      | 947                      | 1114                        |
| 22  | Kociewiacy     | 3065        | 19                                         | 9                         | 3046                     | 3053                        |
| 23  | Kanadyjczycy   | 2991        | 297                                        | 97                        | 2694                     | 2824                        |
| 24  | Górale         | 2935        | 96                                         | 96                        | 2839                     | 2824                        |
| 25  | Bułgarzy       | 2171        | 1237                                       | 885                       | 934                      | 1224                        |
| 26  | Irlandczycy    | 2131        | 301                                        | 217                       | 1830                     | 1861                        |
| 27  | Tatarzy        | 1916        | 1000                                       | 665                       | 916                      | 1112                        |
| 28  | Szwedzi        | 1909        | 325                                        | 214                       | 1584                     | 1633                        |
| 29  | Węgrzy         | 1728        | 710                                        | 413                       | 1018                     | 1213                        |
| 30  | Austriacy      | 1708        | 327                                        | 199                       | 1381                     | 1413                        |
| 31  | Australijczycy | 1595        | 176                                        | 82                        | 1419                     | 1471                        |
| 32  | Chińczycy      | 1539        | 1082                                       | 989                       | 457                      | 497                         |
| 33  | Wielkopolanie  | 1515        | 468                                        | 380                       | 1047                     | 1109                        |
| 34  | Norwegowie     | 1489        | 225                                        | 151                       | 1264                     | 1307                        |
| 35  | Japończycy     | 1460        | 337                                        | 341                       | 1087                     | 1057                        |
| 36  | Mazurzy        | 1376        | 252                                        | 149                       | 1125                     | 1027                        |
| 37  | Hindusi        | 1357        | 831                                        | 702                       | 525                      | 627                         |
| 38  | Arabowie       | 1328        | 587                                        | 372                       | 741                      | 851                         |
| 39  | Belgowie       | 1191        | 218                                        | 118                       | 973                      | 1039                        |
| 40  | Turcy          | 1162        | 725                                        | 542                       | 437                      | 554                         |

### Narodowy Spis Powszechny 2021

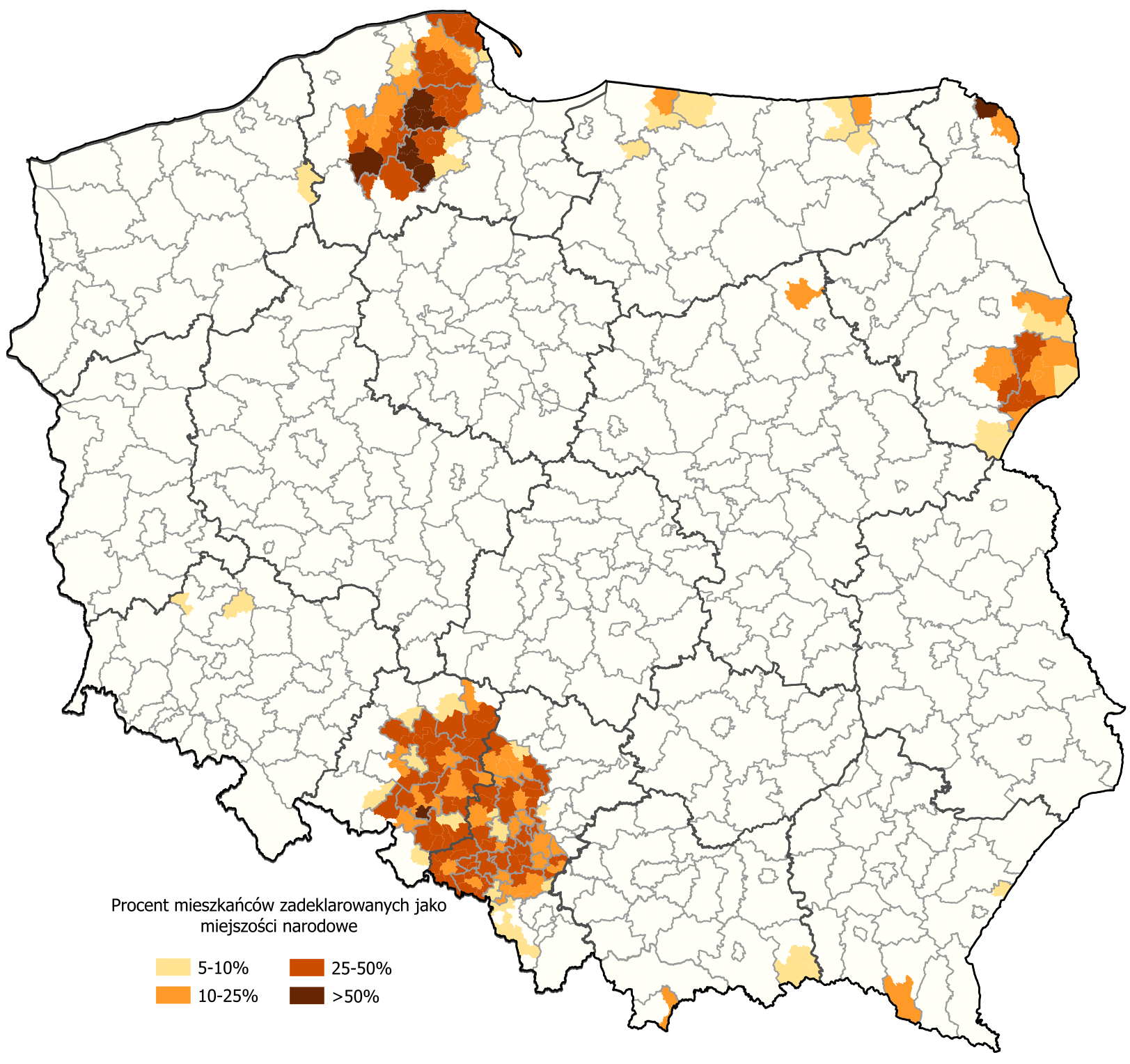
Procent mieszkańców którzy zadeklarowali przynależność do innej narodowości niż polska

W Narodowym Spisie Powszechnym z 2021 roku narodowość polską zadeklarowało 96,28% ankietowanych (wliczając osoby deklarujące również drugą narodowość). 974,85 tys. osób (2,56%) zadeklarowało dwie narodowości – polską i niepolską. 429,9 tys. osób (1,13%) zadeklarowało wyłącznie niepolską narodowość, z czego 95,4 tys. osób (0,025%) zadeklarowało dwie niepolskie narodowości.
Poniższa tabela podaje dla mniejszości liczących więcej niż 1000 osób dane spisu z 2021 (zarówno osoby deklarujące tylko niepolską narodowość, jak i osoby deklarujące łącznie narodowość polską i niepolską). Dane dotyczą ogółu osób mieszkających w Polsce, a nie tylko osób posiadających polskie obywatelstwo – do mniejszości, zgodnie z ustawą, należą osoby posiadające polskie obywatelstwo, a nie należą obcokrajowcy mieszkający w Polsce. Mniejszości uznane w Polsce (wymienione w ustawie) zostały wytłuszczone.
| Nk. | Narodowość   | Liczba osób | Liczba osób                 | Liczba osób                 | Liczba osób              | Liczba osób                 |
| Nk. | Narodowość   | Łącznie     | Jako pierwsza identyfikacja | Jako pierwsza identyfikacja | Jako druga identyfikacja | Wraz z identyfikacją polską |
| Nk. | Narodowość   | Łącznie     | Z drugą                     | Jako jedyna                 | Jako druga identyfikacja | Wraz z identyfikacją polską |
| --- | ------------ | ----------- | --------------------------- | --------------------------- | ------------------------ | --------------------------- |
| 1   | śląska       | 596224      | 236588                      | 187372                      | 359636                   | 385046                      |
| 2   | kaszubska    | 179685      | 15177                       | 11961                       | 164508                   | 166839                      |
| 3   | niemiecka    | 144177      | 42558                       | 23495                       | 101619                   | 98336                       |
| 4   | ukraińska    | 82440       | 64909                       | 45777                       | 17531                    | 34076                       |
| 5   | białoruska   | 56607       | 43693                       | 35370                       | 12914                    | 19997                       |
| 6   | angielska    | 54424       | 4685                        | 3123                        | 49739                    | 50700                       |
| 7   | amerykańska  | 27756       | 2610                        | 1678                        | 25146                    | 25613                       |
| 8   | włoska       | 19980       | 3377                        | 2241                        | 16603                    | 17400                       |
| 9   | żydowska     | 17156       | 8064                        | 6036                        | 9092                     | 9650                        |
| 10  | rosyjska     | 15994       | 10977                       | 7831                        | 5017                     | 6992                        |
| 11  | francuska    | 14739       | 2079                        | 1319                        | 12660                    | 13148                       |
| 12  | łemkowska    | 13607       | 9226                        | 7346                        | 4381                     | 5149                        |
| 13  | romska       | 13303       | 9026                        | 7096                        | 4277                     | 5827                        |
| 14  | irlandzka    | 11638       | 944                         | 627                         | 10694                    | 10866                       |
| 15  | litewska     | 10287       | 8088                        | 7291                        | 2199                     | 2757                        |
| 16  | holenderska  | 10254       | 1089                        | 744                         | 9165                     | 9339                        |
| 17  | norweska     | 8967        | 486                         | 345                         | 8481                     | 8491                        |
| 18  | hiszpańska   | 8526        | 978                         | 715                         | 7548                     | 7615                        |
| 19  | czeska       | 7818        | 4035                        | 3525                        | 3783                     | 3705                        |
| 20  | szwedzka     | 7046        | 566                         | 380                         | 6480                     | 6556                        |
| 21  | ormiańska    | 6772        | 5586                        | 4361                        | 1186                     | 2140                        |
| 22  | belgijska    | 6155        | 542                         | 326                         | 5613                     | 5766                        |
| 23  | kanadyjska   | 6023        | 537                         | 326                         | 5486                     | 5593                        |
| 24  | słowacka     | 5889        | 4508                        | 3291                        | 1381                     | 2333                        |
| 25  | grecka       | 5451        | 1139                        | 771                         | 4312                     | 4548                        |
| 26  | tatarska     | 5295        | 4009                        | 3326                        | 1286                     | 1507                        |
| 27  | wietnamska   | 5271        | 4198                        | 3314                        | 1073                     | 1929                        |
| 28  | szkocka      | 4054        | 309                         | 208                         | 3745                     | 3759                        |
| 29  | australijska | 3592        | 309                         | 206                         | 3283                     | 3319                        |
| 30  | karaimska    | 3479        | 3383                        | 3185                        | 96                       | 127                         |
| 31  | austriacka   | 3402        | 371                         | 245                         | 3031                     | 2992                        |
| 32  | duńska       | 3393        | 351                         | 253                         | 3042                     | 3078                        |
| 33  | szwajcarska  | 2907        | 258                         | 163                         | 2649                     | 2690                        |
| 34  | turecka      | 2566        | 1226                        | 861                         | 1340                     | 1586                        |
| 35  | bułgarska    | 2373        | 1319                        | 866                         | 1054                     | 1424                        |
| 36  | japońska     | 2123        | 371                         | 307                         | 1752                     | 1740                        |
| 37  | węgierska    | 2113        | 679                         | 444                         | 1434                     | 1564                        |
| 38  | góralska     | 1997        | 100                         | 72                          | 1897                     | 1912                        |
| 39  | hinduska     | 1941        | 1129                        | 938                         | 812                      | 949                         |
| 40  | kurpiowska   | 1897        | 26                          | 19                          | 1871                     | 1869                        |
| 41  | kociewska    | 1773        | 71                          | 65                          | 1702                     | 1692                        |
| 42  | islandzka    | 1748        | 75                          | 51                          | 1673                     | 1657                        |
| 43  | chorwacka    | 1656        | 232                         | 159                         | 1424                     | 1411                        |
| 44  | chińska      | 1647        | 909                         | 774                         | 738                      | 818                         |
| 45  | portugalska  | 1594        | 386                         | 266                         | 1208                     | 1260                        |
| 46  | arabska      | 1413        | 565                         | 337                         | 848                      | 957                         |
| 47  | egipska      | 1299        | 629                         | 411                         | 670                      | 856                         |
| 48  | mazurska     | 1287        | 367                         | 235                         | 920                      | 957                         |
| 49  | rumuńska     | 1256        | 563                         | 370                         | 693                      | 809                         |
| 50  | nigeryjska   | 1157        | 589                         | 408                         | 568                      | 724                         |
| 51  | serbska      | 1149        | 446                         | 257                         | 703                      | 817                         |
| 52  | brazylijska  | 1097        | 347                         | 232                         | 750                      | 809                         |
| 53  | gruzińska    | 1077        | 586                         | 431                         | 491                      | 581                         |
| 54  | albańska     | 1044        | 247                         | 165                         | 797                      | 769                         |
| 55  | koreańska    | 1040        | 354                         | 296                         | 686                      | 698                         |

## Polskie ustawodawstwo dotyczące mniejszości
- Konstytucja RP (Dz.U. z 1997 r. nr 78, poz. 483) w art. 35 gwarantuje obywatelom polskim należącym do mniejszości narodowych i etnicznych wolność zachowania i rozwoju własnego języka, zachowania obyczajów i tradycji oraz rozwoju własnej kultury, w tym prawo do tworzenia własnych instytucji edukacyjnych, kulturalnych i instytucji służących ochronie tożsamości religijnej oraz do uczestnictwa w rozstrzyganiu spraw dotyczących ich tożsamości kulturowej
- ustawa z dnia 5 stycznia 2011 r. – Kodeks wyborczy (Dz.U. z 2022 r. poz. 1277) zwalnia komitety wyborcze wyborców utworzone przez członków organizacji mniejszości narodowych z wymogu przekroczenia 5% progu wyborczego w wyborach do Sejmu Rzeczypospolitej Polskiej
- ustawa z dnia 14 grudnia 2016 r. – Prawo oświatowe (Dz.U. z 2021 r. poz. 1082) stanowi, że szkoły publiczne umożliwiają podtrzymanie tożsamości narodowej, etnicznej, językowej i religijnej, a w szczególności naukę języka oraz własnej historii i kultury
- ustawa z dnia 29 grudnia 1992 r. o radiofonii i telewizji ustala, że publiczne radio i telewizja powinny uwzględniać potrzeby mniejszości narodowych i etnicznych
- ustawa z dnia 7 października 1999 r. o języku polskim zawiera deklarację, że zawarte w niej przepisy nie naruszają praw mniejszości oraz wydane na jej podstawie rozporządzenie ministra spraw wewnętrznych i administracji przewidujące m.in., że w miejscowościach, w których występują zwarte środowiska mniejszości narodowych lub etnicznych nazwom i tekstom w języku polskim mogą towarzyszyć wersje w przekładzie na język mniejszości[9]
- ustawa z dnia 6 czerwca 1997 r. Kodeks karny w art. 256 przewiduje penalizację przestępstw popełnianych na tle etnicznym
- ustawa z dnia 29 sierpnia 1997 r. o ochronie danych osobowych zabrania przetwarzania danych ujawniających pochodzenie etniczne
- ustawa z dnia 6 stycznia 2005 r. o mniejszościach narodowych i etnicznych, oraz o języku regionalnym:
  - definiuje mniejszości narodowe i etniczne w Polsce.
  - stwierdza, że każda osoba ma prawo do swobodnej decyzji o traktowaniu jej jako osoby należącej bądź też nienależącej do mniejszości, a wybór taki lub korzystanie ze związanych z tym wyborem praw nie pociąga za sobą jakichkolwiek niekorzystnych skutków;
  - stanowi, że nikt nie może być obowiązany, z wyjątkiem prawem przewidzianym, do ujawnienia informacji o własnej przynależności do mniejszości lub ujawnienia swojego pochodzenia, języka mniejszości lub religii;
  - zabrania stosowania środków mających na celu asymilację osób należących do mniejszości, jeżeli środki te są stosowane wbrew ich woli oraz zabrania stosowania środków mających na celu zmianę proporcji narodowościowych lub etnicznych na obszarach zamieszkanych przez mniejszości;
  - stwierdza, że nikt nie może być obowiązany do udowodnienia własnej przynależności do danej mniejszości;
  - przyznaje osobom należącym do mniejszości prawo do używania i pisowni swoich imion i nazwisk zgodnie z zasadami pisowni języka mniejszości, w szczególności do rejestracji w aktach stanu cywilnego i dokumentach tożsamości
  - dopuszcza używanie języka mniejszościowego, w wybranych gminach, jako języka pomocniczego, w kontaktach z organami gminy;
  - określa, że obok ustalonych w języku polskim nazw geograficznych mogą być używane, jako nazwy dodatkowe, tradycyjne nazwy w języku mniejszości dla miejscowości, obiektów fizjograficznych oraz ulic.
  - zobowiązuje organy władzy publicznej do podejmowania środków w celu wspierania działalności zmierzającej do ochrony, zachowania i rozwoju tożsamości kulturowej mniejszości, w szczególności przyznawania dotacji celowych i podmiotowych z budżetu państwa oraz środków z budżetów jednostek samorządu terytorialnego; dotacje mogą być przyznawane np. na działalność instytucji kulturalnych, wydawanie książek, czasopism, wspieranie programów telewizyjnych i audycji radiowych realizowanych przez mniejszości.

## Szkolnictwo mniejszości

### System edukacji
Szkolnictwo w języku mniejszości narodowej, języku mniejszości etnicznej lub języku regionalnym musi być wprowadzone po złożeniu wniosku rodziców lub opiekunów prawnych co najmniej 7 dzieci w przedszkolu i szkole podstawowej lub co najmniej 14 dzieci w szkole ponadpodstawowej (dopuszczalne jest wprowadzenie edukacji przy mniejszej liczbie uczniów jeśli pozwalają na to względy finansowe i organizacyjne). Złożenie wniosku oznacza:
- zaliczenie przedmiotu język mniejszości / język regionalny do obowiązkowych zajęć edukacyjnych ucznia – co oznacza, że ocena z tego przedmiotu jest wliczana do średniej ocen ucznia i ma wpływ na jego promocję,
- zaliczenie przedmiotu własna historia i kultura do dodatkowych zajęć edukacyjnych dla ucznia - co oznacza, że ocena z tego przedmiotu jest wliczana do średniej ocen ucznia, nie ma jednak wpływu na jego promocję.
- możliwość organizacji przez dyrekcję placówki dodatkowych zajęć z przedmiotu geografia państwa, z którego obszarem kulturowym utożsamia się mniejszość narodowa

Organizacja nauki w przedszkolach odbywa się na jeden z czterech sposobów:
- prowadzenie zajęć przedszkolnych w języku mniejszości lub regionalnym: wówczas dla dzieci spełniających obowiązek rocznego przygotowania przedszkolnego w przedszkolach i oddziałach przedszkolnych w szkołach podstawowych należy część zajęć w wymiarze 4 godzin (zegarowych) tygodniowo prowadzić w języku polskim
- prowadzenie zajęć w sposób dwujęzyczny – w języku polskim i języku mniejszości lub języku regionalnym (w równych proporcjach czasowych)
- prowadzenie zajęć w języku polskim, przy czym część tych zajęć w wymiarze 4 godzin (zegarowych) tygodniowo prowadzona jest w języku mniejszości lub regionalnym.
- język mniejszości lub język regionalny nauczany jest w grupach międzyprzedszkolnych (które mogą liczyć od 3 do 20 dzieci)

Organizacja nauki języka mniejszości lub języka regionalnego w szkołach podstawowych i średnich odbywa się na jeden z czterech sposobów:
- język ten może być językiem nauczania szkolnego (wykładowym): wówczas zajęcia edukacyjne w klasie są prowadzone w tym języku (z wyjątkiem zajęć obejmujących edukację polonistyczną na etapie edukacji wczesnoszkolnej, a na dalszych etapach edukacyjnych – z wyjątkiem zajęć obejmujących język polski, część historii dotyczącą historii Polski i część geografii dotyczącą geografii Polski)
- język mniejszości lub regionalny może być drugim, obok polskiego, językiem nauczania: wówczas zajęcia w dwóch językach są prowadzone na co najmniej czterech obowiązkowych przedmiotach (z wyjątkiem zajęć obejmujących język polski, część historii dotyczącą historii Polski i część geografii dotyczącą geografii Polski)
- język mniejszości i język regionalny może być dodatkowym przedmiotem dla ucznia, który pobiera naukę w szkole w języku polskim.
- język mniejszości lub język regionalny nauczany jest w grupach międzyszkolnych (które mogą liczyć od 3 do 20 uczniów)

Język mniejszości lub język regionalny nauczany jest w wymiarze 4-5 godzin tygodniowo (3 jeśli jest przedmiotem dodatkowym), własna historia i kultura w wymiarze nie mniejszym niż 30 godzin na dany etap kształcenia, a geografia kraju pochodzenia w wymiarze do 15 godzin na danym etapie.
Język mniejszości narodowej, język mniejszości etnicznej i język regionalny są zaliczane do maturalnych przedmiotów dodatkowych. Egzamin maturalny z tych języków jako przedmiotu dodatkowego może być zdawany w części pisemnej albo w części pisemnej i w części ustnej tego samego języka na poziomie rozszerzonym. Absolwenci szkół lub oddziałów, w których zajęcia edukacyjne były prowadzone w  języku mniejszości narodowej, mniejszości etnicznej lub w języku regionalnym oraz absolwenci szkół lub oddziałów, w których język mniejszości narodowej, język mniejszości etnicznej lub język regionalny był drugim językiem nauczania, mogą zdawać na egzaminie maturalnym przedmioty w języku polskim lub w języku danej mniejszości narodowej, mniejszości etnicznej lub w języku regionalnym (z wyjątkiem języka polskiego oraz treści dotyczących historii Polski i geografii Polski).

### Liczba uczniów objętych oświatą w języku mniejszości lub regionalnym
Liczba uczniów dla poszczególnych mniejszości narodowych, mniejszości etnicznych i społeczności języka regionalnego, na których naliczono subwencję oświatową:
| mniejszość lub społeczność | liczba uczniów w 2017 | %     | liczba uczniów w 2018 | %     |
| -------------------------- | --------------------- | ----- | --------------------- | ----- |
| Białoruska                 | 2 710                 | 3,6%  | 2 661                 | 3,4%  |
| Litewska                   | 839                   | 1,1%  | 822                   | 1,0%  |
| Łemkowska                  | 279                   | 0,4%  | 266                   | 0,3%  |
| Niemiecka                  | 45 677                | 60,5% | 50 035                | 63,0% |
| Ormiańska                  | 66                    | 0,1%  | 67                    | 0,1%  |
| Romska                     | 2 120                 | 2,8%  | 2 145                 | 2,7%  |
| Słowacka                   | 245                   | 0,3%  | 217                   | 0,3%  |
| Ukraińska                  | 3 383                 | 4,5%  | 3 236                 | 4,1%  |
| Żydowska                   | 372                   | 0,5%  | 499                   | 0,6%  |
| Kaszubska                  | 19 772                | 26,2% | 19 413                | 24,4% |
| Rosyjska                   | 56                    | 0,1%  | 60                    | 0,1%  |
| Razem                      | 75 519                | 100%  | 79 421                | 100%  |

Edukacja dzieci z mniejszości żydowskiej odbywa się w języku hebrajskim. Nie odbywa się, choć jest prawnie możliwa, edukacja w języku jidysz, a także czeskim, karaimskim i tatarskim.